# Нистор, Михай
Михай Нистор (рум. Mihai Nistor; род. 5 ноября 1990, Поду-Илоаей, Румыния) — румынский боксёр-профессионал, выступающий в тяжёлой весовой категории и бриджервейте. Участник Олимпийских игр (2016), двукратный бронзовый призёр чемпионата Европы (2011, 2015), серебряный призёр Всемирных игр боевых искусств (2010), семикратный чемпион национального первенства Румынии (2010, 2012—2014, 2016—2018), многократный победитель и призёр международных и национальных турниров в любителях.
Во время чемпионата Европы 2011 года победил техническим нокаутом будущего Олимпийского чемпиона 2012 года британского боксёра Энтони Джошуа.
Лучшая позиция по рейтингу BoxRec — 57-я (ноябрь 2021), и является 1-м среди румынских боксёров первой тяжелой весовой категории, — входя в ТОП-60 лучших первого тяжелого веса всего мира

## Биография
Михай Нистор родился 5 ноября 1990 года в городе Поду-Илоаей, в Румынии.

## Любительская карьера
В июне 2011 года стал бронзовым призёром чемпионата Европы в Анкаре (Турция). Где в 1/16 финала победил турецкого боксёра Мухаммета Гюнера; в 1/8 финала техническим нокаутом победил болгарина Петара Белберова; в четвертьфинале техническим нокаутом победил будущего Олимпийского чемпиона 2012 года британца Энтони Джошуа, но в полуфинале проиграл знаменитому итальянцу Роберто Каммарелле.
Затем в сентябре 2011 года участвовал в чемпионате мира в Баку (Азербайджан), где в 1/8 финала соревнований по очкам проиграл хорвату Филипу Хрговичу.
В апреле 2012 года в Трабзоне (Турция) участвовал в Европейском лицензионном турнире на котором разыгрывались именные путевки на предстоящие Олимпийские игры в Лондоне, где в 1/8 финала соревнований досрочно нокаутом победил шведа Отто Валлина, но в четвертьфинале по очкам проиграл французу Тони Йока — будущему Олимпийскому чемпиону 2016 года.
В августе 2015 года опять стал бронзовым призёром чемпионата Европы в Самокове (Болгария). Где в 1/8 финала техническим нокаутом победил молдаванина Алексея Заватина; в четвертьфинале по очкам (3:0) победил украинца Игоря Шевадзуцкого, но в полуфинале по очкам (1:2) проиграл хорвату Филипу Хрговичу.
В августе 2016 года защищал честь страны на летних Олимпийских играх в Рио-де-Жанейро (Бразилия) выступая в супертяжёлой весовой категории (свыше 91 кг), но занял только 9-е место, проиграв в 1/8 финала (со счётом 1:2) иорданскому боксёру Хуссейну Ишаишу — который в свою очередь в четвертьфинале проиграл Олимпийскому чемпиону 2016 года французу Тони Йока.
В июне 2017 года участвовал в чемпионате Европы в Харькове (Украина), в категории свыше 91 кг, где он в 1/8 финала соревнований по очкам (4:1) решением большинства судей победил армянина Гюргена Оганесяна, но в четвертьфинале по очкам (0:5) проиграл украинцу Виктору Выхристу, — который в итоге стал чемпионом Европы 2017 года.
В июне 2019 года на Европейских играх в Минске (Белоруссия) в 1/8 финала потерпел поражение со счётом 0:5 от выступающего за Францию Мурада Алиев, — который в итоге стал серебряным призёром Европейских игр 2019 года.
В 2012—2018 годах он принимал участие в полупрофессиональной лиге «Всемирная серия бокса», проведя 18 боёв, из них выиграв 10 и проиграв 8 боёв.

## Профессиональная карьера
В июле 2019 года Нистор подписал контракт с американской промоутерской компанией Оскара Де Ла Хойи Golden Boy Promotions и 5 декабря 2019 года дебютировал на профессиональном ринге в Коста-Меса (США), досрочно нокаутом в 3-м раунде победив опытного мексиканца Кристиана Марискаля.
23 января 2020 года в вечере организованном так же Оскаром Де Ла Хойей в Коста - Меса, штат Калифорния побеждает нокаутом в 1-м раунде мексиканского джорнимэна Жайме Солорио.
9 июля 2021 года в Лос-Анджелесе (США) досрочно нокаутом во 2-м раунде победил американского джорнимена Колби Мэдисона, но сам побывал в двух нокдаунах — в 1-м и во 2-м раунде.
28 октября 2022 года в Клуж-Напока (Румыния), в 6-ти раундовом бою досрочно техническим нокаутом в 1-м же раунде победил опытного бразильского джорнимена Фернандо Родриго де Алмейду.
25 марта 2023 года в Буэнос Айресе (Аргентина) во втором раунде побеждает техническим нокаутом местного бойца Рауля Антонио Вильярруэля.
5 мая 2023 года в Миовени (Румыния) в первом раунде нокаутировал грузинского бойца Герисио Адуашвили.
2 сентября 2023 года в Брентвуде (Великобритания) сразился с 28-летним колумбийцем Жан Карлом Дельгадо. Первые два раунда прошли при преимуществе Нистора. Он был более активен, постоянно шёл вперед и выбрасывал много ударов. В третьем раунде после того как Нистор усилил напор и агрессию Дельгадо неожиданно ударил ногой соперника за что с него сняли бал. По окончании раунда колумбиец не стал продолжать бой. Объявлено решение: Победа техническим нокаутом.
27 апреля 2024 года в Тимишоаре (Румыния) в рамках крузервейта (до 90.7) нокаутировал во втором раунде опытного перуанского джорнимэна Давид Сегарру (35-11-1)

## Статистика профессиональных боёв
В таблице перечислены результаты всех поединков боксёров.
В каждой строке указан результат поединка. Дополнительно номер поединка обозначен цветом, который обозначает итог поединка. Расшифровка обозначений и цветов представлена в нижеследующей таблице.
| Пример | Расшифровка                     |
| ------ | ------------------------------- |
|        | Победа                          |
|        | Ничья                           |
|        | Поражение                       |
|        | Планируемый поединок            |
|        | Поединок признан несостоявшимся |
| КО     | Нокаут                          |
| ТКО    | Технический нокаут              |
| PTS    | Решение судей (по очкам)        |
| UD     | Единогласное решение судей      |
| MD     | Решение большинства судей       |
| SD     | Раздельное решение судей        |
| RTD    | Отказ от продолжения боя        |
| DQ     | Дисквалификация                 |
| NC     | Поединок признан несостоявшимся |

| 8 поединков, 8 побед (8 нокаутом). | 8 поединков, 8 побед (8 нокаутом). | 8 поединков, 8 побед (8 нокаутом). | 8 поединков, 8 побед (8 нокаутом). | 8 поединков, 8 побед (8 нокаутом).                        | 8 поединков, 8 побед (8 нокаутом). | 8 поединков, 8 побед (8 нокаутом).     |
| Бой                                | Рекорд                             | Дата боя                           | Соперник                           | Место проведения боя                                      | Результат                          | Дополнительно                          |
| ---------------------------------- | ---------------------------------- | ---------------------------------- | ---------------------------------- | --------------------------------------------------------- | ---------------------------------- | -------------------------------------- |
| 8                                  | 8-0                                | 27 апреля 2024                     | Дэвид Зегарра (35-11-1)            | Тимишоара, Румыния                                        | TKO 2 (6), 2:00                    |                                        |
| 7                                  | 7-0                                | 2 сентября 2023                    | Ян Карло Дельгадо (8-3)            | Brentwood Centre, Брентвуд, Великобритания                | RTD 3 (10), 3:00                   |                                        |
| 6                                  | 6-0                                | 5 мая 2023                         | Джерисо Адуашвили (8-17)           | Sports Hall, Миовени, Румыния                             | KO 1 (6), 1:37                     |                                        |
| 5                                  | 5-0                                | 25 марта 2023                      | Рауль Антонио Вильярруэль (4-4)    | Casino Buenos Aires, Буэнос-Айрес, Аргентина              | TKO 2 (6)                          | Вильярруэль в нокдауне в первом раунде |
| 4                                  | 4-0                                | 28 октября 2022                    | Фернандо Родриго де Алмейда (9-6)  | Horia Demian Sports Hall, Клуж-Напока, Румыния            | TKO 1 (8), 1:30                    |                                        |
| 3                                  | 3-0                                | 9 июля 2021                        | Колби Мэдисон (9-2-2)              | Стадион Banc of California, Лос-Анджелес, Калифорния, США | KO 2 (8), 2:16                     |                                        |
| 2                                  | 2-0                                | 23 января 2020                     | Хайме Солорио (12-3-2)             | The Hangar, Коста-Меса, Калифорния, США                   | KO 1 (8), 2:24                     |                                        |
| 1                                  | 1-0                                | 5 декабря 2019                     | Кристиан Марискаль (13-4)          | The Hangar, Коста-Меса, Калифорния, США                   | KO 3 (6), 2:00                     | Дебют в профессиональном боксе.        |
| Бой                                | Рекорд                             | Дата боя                           | Соперник                           | Место проведения боя                                      | Результат                          | Дополнительно                          |